# Charles d'Héricault
Charles Joseph de Ricault dit d'Héricault, né le 18 décembre 1823 à Boulogne-sur-Mer et mort le 2 novembre 1899 au château de Tingry, est un historien et romancier français.

## Biographie
Charles d'Héricault a collaboré à la Revue des Deux Mondes et au Correspondant ; en 1883, il fonda la Revue de la Révolution qu'il dirigea jusqu'en 1890. 
Les légitimistes français se sont organisés sous leur direction et autour de la Revue de la Révolution, organisant des assemblées régionales en 1888-1889 dans lesquelles étaient rédigés de nouveaux cahier de doléances dénonçant les maux d'un siècle de révolution.
Il a publié des romans et des livres d'histoire ; dans la première catégorie, on peut citer : La Fille aux bleuets (1860) ; Un gentilhomme catholique (1863) ; La Reine sauvage (1869) ; Les Cousins de Normandie (1874) ; Le Premier et le Dernier Amour de lord Saint-Albans (1879) ; Aventures de deux Parisiennes pendant la Terreur (1881).
Parmi ses études historiques, on remarque : Origine de l'épopée française et son histoire au Moyen Âge (1860) ; La France guerrière (1867) ; Histoire nationale des naufrages et aventures de mer (1870) ; Thermidor, Paris en 1794 (1872) ; La Révolution 1789-1882 (1882).
Ricault a, en outre, édité les œuvres de Pierre Gringore, de Clément Marot et de Charles Ier d'Orléans. Albert Cim l'a défini comme un « historien ultra-réactionnaire ».
Il a reçu le Prix Thérouanne de l'Académie française en 1877 pour La Révolution de Thermidor. Robespierre et le comité de salut public en l’an II.